# Ivan Pekárik
Ivan Pekárik (6. dubna 1952 – 28. července 1980) byl slovenský fotbalista, záložník, reprezentant Československa, mistr Evropy do 23 let z roku 1972. Zemřel ve věku 28 let na akutní leukémii.

## Fotbalová kariéra
Za československou reprezentaci odehrál v letech 1972-1974 osm zápasů a vstřelil jeden gól (v přátelském zápase s NDR), v reprezentaci do 23 let nastoupil šestkrát a dal jednu branku. V československé lize odehrál 154 utkání a dal 31 gólů. Hrál za Slovan Bratislava (1970-1980), s nímž dvakrát získal titul mistra republiky (1974, 1975) a dvakrát Československý pohár (1972, 1974). V Poháru mistrů evropských zemí nastoupil ve 3 utkáních a v Poháru UEFA nastoupil v 8 utkáních a dal 2 góly. Během vojenské služby hrál 2. ligu za RH Cheb.

## Ligová bilance
| Ročník                                     | Zápasy | Góly | Klub              |
| ------------------------------------------ | ------ | ---- | ----------------- |
| 1. československá fotbalová liga 1970/1971 | 1      | 0    | Slovan Bratislava |
| 1. československá fotbalová liga 1971/1972 | 25     | 6    | Slovan Bratislava |
| 1. československá fotbalová liga 1972/1973 | 23     | 6    | Slovan Bratislava |
| 1. československá fotbalová liga 1973/1974 | 26     | 7    | Slovan Bratislava |
| 1. československá fotbalová liga 1974/1975 | 27     | 7    | Slovan Bratislava |
| 1. československá fotbalová liga 1975/1976 | 21     | 2    | Slovan Bratislava |
| 1. československá fotbalová liga 1976/1977 | 10     | 2    | Slovan Bratislava |
| Česká národní fotbalová liga 1977/1978     | -      | -    | RH Cheb           |
| 1. československá fotbalová liga 1978/1979 | 12     | 1    | Slovan Bratislava |
| 1. československá fotbalová liga 1979/1980 | 9      | 0    | Slovan Bratislava |
| CELKEM 1. československá liga              | 154    | 31   |                   |